# Montaña de carbón de Ponferrada
La montaña de carbón de Ponferrada fueron dos escombreras de carbón que se ubicaban a las afueras de esta ciudad española. Alcanzaron los 80 metros de altura y poseían un volumen de 10 millones de metros cúbicos.

## Historia
A principios del siglo XX, y debido al auge de la minería del carbón y del hierro en el Bierzo y Laciana, surgió la empresa Minero Siderúrgica de Ponferrada. El mineral de carbón, procedente de las distintas explotaciones, era transportado a Ponferrada, por ejemplo a través del llamado Ponfeblino. Allí era lavado, cribado y clasificado; parte de la producción se exportaba a otras zonas y parte servía para alimentar la central térmica que la empresa poseía en Ponferrada. Los residuos o estériles que eran descartados tras el cribado se fueron acumulando, durante décadas, a unos 500 metros al noroeste de la central térmica, conformando una auténtica montaña. 
A finales del mismo siglo, la corporación municipal decidió la evacuación de la montaña debido al descontento popular por la contaminación, en forma de polvo, que generaba sobre la ciudad, y debido al cese de actividad de la central térmica. La montaña era causa anual de numerosas afecciones respiratorias y así bronquitis, tuberculosis pulmonar y asma se encontraban entre las enfermedades mortales más comunes. El traslado, que se prolongó durante varios meses, se llevó a cabo a las zonas denominadas Aldama, Cemba y La Rosaleda, siendo finalizado en verano de 2003.